# Доња Горевница
Доња Горевница је насеље у Србији у општини Чачак у Моравичком округу. Према попису из 2022. било је 794 становника. Овде је рођен познати јунак Јован Курсула и глумица Соња Савић.

## Демографија
У насељу Доња Горевница живи 721 пунолетни становник, а просечна старост становништва износи 41,8 година (39,6 код мушкараца и 43,8 код жена). У насељу има 288 домаћинстава, а просечан број чланова по домаћинству је 3,14.
Ово насеље је великим делом насељено Србима (према попису из 2002. године), а у последња три пописа, примећен је пад у броју становника.
|  |

| Демографија | Демографија | Демографија |
| Година      | Становника  | Становника  |
| ----------- | ----------- | ----------- |
| 1948.       | 975         |             |
| 1953.       | 1.145       |             |
| 1961.       | 1.194       |             |
| 1971.       | 983         |             |
| 1981.       | 981         |             |
| 1991.       | 934         | 913         |
| 2002.       | 904         | 944         |
| 2011.       | 877         |             |

| Етнички састав према попису из 2002.‍ | Етнички састав према попису из 2002.‍ | Етнички састав према попису из 2002.‍ | Етнички састав према попису из 2002.‍ | Етнички састав према попису из 2002.‍ |
| ------------------------------------ | ------------------------------------ | ------------------------------------ | ------------------------------------ | ------------------------------------ |
|                                      |                                      |                                      |                                      |                                      |
| Срби                                 | Срби                                 |                                      | 884                                  | 97,78%                               |
| Црногорци                            | Црногорци                            |                                      | 10                                   | 1,10%                                |
| Југословени                          | Југословени                          |                                      | 4                                    | 0,44%                                |
| Украјинци                            | Украјинци                            |                                      | 1                                    | 0,11%                                |
| Македонци                            | Македонци                            |                                      | 1                                    | 0,11%                                |
| непознато                            | непознато                            |                                      | 3                                    | 0,33%                                |

| Година пописа     | 1948. | 1953. | 1961. | 1971. | 1981. | 1991. | 2002. |
| ----------------- | ----- | ----- | ----- | ----- | ----- | ----- | ----- |
| Број домаћинстава | 212   | 271   | 354   | 303   | 307   | 290   | 288   |

| Број чланова      | 1  | 2  | 3  | 4  | 5  | 6  | 7 | 8 | 9 | 10 и више | Просек |
| ----------------- | -- | -- | -- | -- | -- | -- | - | - | - | --------- | ------ |
| Број домаћинстава | 62 | 64 | 47 | 54 | 28 | 21 | 9 | 1 | 1 | 1         | 3,14   |

| Пол    | Укупно | Неожењен/Неудата | Ожењен/Удата | Удовац/Удовица | Разведен/Разведена | Непознато |
| ------ | ------ | ---------------- | ------------ | -------------- | ------------------ | --------- |
| Мушки  | 354    | 102              | 226          | 15             | 11                 | 0         |
| Женски | 400    | 60               | 227          | 101            | 11                 | 1         |
| УКУПНО | 754    | 162              | 453          | 116            | 22                 | 1         |

| Пол    | Укупно                    | Пољопривреда, лов и шумарство | Рибарство                            | Вађење руде и камена | Прерађивачка индустрија       |
| ------ | ------------------------- | ----------------------------- | ------------------------------------ | -------------------- | ----------------------------- |
| Мушки  | 204                       | 79                            | 0                                    | 2                    | 53                            |
| Женски | 126                       | 58                            | 0                                    | 1                    | 16                            |
| УКУПНО | 330                       | 137                           | 0                                    | 3                    | 69                            |
| Пол    | Производња и снабдевање   | Грађевинарство                | Трговина                             | Хотели и ресторани   | Саобраћај, складиштење и везе |
| Мушки  | 5                         | 12                            | 17                                   | 4                    | 6                             |
| Женски | 0                         | 1                             | 20                                   | 2                    | 3                             |
| УКУПНО | 5                         | 13                            | 37                                   | 6                    | 9                             |
| Пол    | Финансијско посредовање   | Некретнине                    | Државна управа и одбрана             | Образовање           | Здравствени и социјални рад   |
| Мушки  | 0                         | 8                             | 8                                    | 4                    | 2                             |
| Женски | 0                         | 3                             | 3                                    | 8                    | 7                             |
| УКУПНО | 0                         | 11                            | 11                                   | 12                   | 9                             |
| Пол    | Остале услужне активности | Приватна домаћинства          | Екстериторијалне организације и тела | Непознато            | Непознато                     |
| Мушки  | 4                         | 0                             | 0                                    | 0                    | 0                             |
| Женски | 4                         | 0                             | 0                                    | 0                    | 0                             |
| УКУПНО | 8                         | 0                             | 0                                    | 0                    | 0                             |